# Brithysana maura
Brithysana maura är en fjärilsart som beskrevs av Saalmüller 1891. Brithysana maura ingår i släktet Brithysana och familjen nattflyn. Inga underarter finns listade i Catalogue of Life.